# Jakow Krejzer
Jakow Grigorjewicz Krejzer (ros. Я́ков Григо́рьевич Кре́йзер; ur. 22 października?/4 listopada 1905 w Woroneżu, zm. 29 listopada 1969 w Moskwie) – radziecki dowódca wojskowy, generał armii, Bohater Związku Radzieckiego (1941).

## Życiorys
Urodzony w rodzinie drobnego żydowskiego handlowca. Ukończył gimnazjum klasyczne i kursy budowy dróg dla woroneskich robotników, pracował w Komitecie Państwowych Budów.
Od lutego 1921 służył w Armii Czerwonej, jako elew brał udział w tłumieniu rozruchów chłopskich w końcowej fazie rosyjskiej wojny domowej. W 1923 ukończył woroneską szkołę piechoty, był dowódcą plutonu, pomocnikiem dowódcy kompanii, a od 1927 dowódcą kompanii. Od 1925 należał do WKP(b), 1928–1937 służył w 3. pułku strzelców Moskiewskiej Proletariackiej Dywizji Strzelców jako dowódca plutonu, kompanii, batalionu i naczelnik szkoły pułkowej. W 1931 ukończył kursy doskonalenia kadry dowódczej „Wystrieł” im. Kominternu. W lipcu 1937 został pomocnikiem dowódcy pułku strzelców, w kwietniu 1938 tymczasowym p.o. dowódcy pułku strzelców w 1 Moskiewskiej Dywizji Strzelców, od stycznia do sierpnia 1939 był pomocnikiem dowódcy 84 Dywizji Strzeleckiej Moskiewskiego Okręgu Wojskowego, a od sierpnia 1939 do marca 1941 dowódcą 172 Dywizji Strzeleckiej Białoruskiego Okręgu Wojskowego.
W 1941 ukończył kursy doskonalenia wyższej kadry dowódczej przy Akademii Wojskowej im. Frunzego, od czerwca 1941 brał udział w wojnie z Niemcami jako dowódca 1 Dywizji Zmotoryzowanej w składzie 20 Armii Frontu Zachodniego. W lipcu 1941 organizował działania bojowe dywizji w rejonie Borysowa i brał udział w walkach pod Orszą, później uczestniczył w bitwie pod Smoleńskiem, w której został ranny.
Od sierpnia do grudnia 1941 dowodził 3 Armią Frontu Briańskiego/Frontu Południowo-Zachodniego, brał udział w bitwie pod Moskwą, od grudnia 1941 do lutego 1942 był na kursie Wyższej Akademii Wojskowej im. Woroszyłowa, po czym został zastępcą dowódcy 57 Armii Frontu Południowego, a we wrześniu 1942 dowódcą 1 Armii Rezerwowej przekształconej wkrótce w 2 Gwardyjską Armię. W listopadzie 1942 został zastępcą dowódcy 2GwA Rodiona Malinowskiego, wkrótce został ranny w walkach na południe od Stalingradu, od lutego do lipca 1943 ponownie dowodził 2 Gwardyjską Armią w składzie Frontu Południowego, brał udział w operacji rostowskiej. Od 1 sierpnia 1943 do maja 1945 dowodził 51 Armią, walczył na Froncie Stalingradzkim, Południowym, 4 Ukraińskim, Leningradzkim, 1. i 2 Nadbałtyckim. Brał udział w operacji orłowskiej, tulskiej, jeleckiej, stalingradzkiej, rostowskiej, melitopolskiej, nikopolsko-krzyworoskiej, krymskiej, połockiej, ryskiej, memelskiej i kurlandzkiej.
Od lipca 1945 dowodził 45 Armią Zakaukaskiego i Tbiliskiego Okręgu Wojskowego, od kwietnia 1946 7 Gwardyjską Armią Zakaukaskiego Okręgu Wojskowego, od kwietnia 1948 do kwietnia 1949 był na wyższych kursach akademickich przy Wyższej Akademii Wojskowej im. Woroszyłowa.
Od kwietnia 1949 dowodził 38 Armią Karpackiego Okręgu Wojskowego, od maja 1955 wojskami Południowouralskiego Okręgu Wojskowego, od lutego 1958 do czerwca 1960 wojskami Zabajkalskiego Okręgu Wojskowego, a od czerwca 1960 do lipca 1961 Uralskiego Okręgu Wojskowego. Od lipca 1961 do listopada 1963 dowodził wojskami Dalekowschodniego Okręgu Wojskowego, od listopada 1963 do maja 1969 był naczelnikiem Centralnych Kursów Oficerskich „Wystrieł”, następnie wojskowym inspektorem-doradcą Grupy Generalnych Inspektorów Ministerstwa Obrony ZSRR. Od 27 września 1952 do 17 stycznia 1956 był członkiem KC KP(b)U/KPU, a od 31 października 1961 do 29 marca 1966 członkiem Centralnej Komisji Rewizyjnej KPZR. Deputowany do Rady Najwyższej ZSRR (1962–1966), a także do Rady Najwyższej RFSRR i Ukraińskiej SRR. Był członkiem Żydowskiego Komitetu Antyfaszystowskiego. Pochowany na Cmentarzu Nowodziewiczym. Jego imieniem nazwano ulice w Woroneżu, Sewastopolu i Symferopolu.

## Awanse
- major (1936)
- pułkownik
- generał-major (7 sierpnia 1941)
- generał-lejtnant (14 lutego 1943)
- generał-pułkownik (2 lipca 1945)
- generał-armii (27 kwietnia 1962)

## Odznaczenia
- Złota Gwiazda Bohatera Związku Radzieckiego (22 lipca 1941)[1]
- Order Lenina (pięciokrotnie – 16 sierpnia 1936, 22 lipca 1941, 6 maja 1945, 3 listopada 1955 i 4 listopada 1965)
- Order Czerwonego Sztandaru (czterokrotnie – 3 listopada 1944, 1945, 1951 i 22 lutego 1968)
- Order Suworowa I klasy (16 maja 1944)
- Order Suworowa II klasy (14 lutego 1943)
- Order Kutuzowa I klasy (17 września 1943)
- Order Bohdana Chmielnickiego I klasy (19 marca 1944)

I medale.